# Fritz Deumlich
Fritz Deumlich (* 22. Januar 1923 in Niesky, Landkreis Rothenburg (Ob. Laus.); † 13. Februar 2005 in Dresden) war ein deutscher Professor für Geodäsie und insbesondere als Verfasser des 1957 erstmals erschienenen Lehrbuchs Instrumentenkunde für Vermessungstechnik bekannt.

## Leben und Wirken

### Ausbildung
Deumlich, Sohn eines Eisendrehers, absolvierte nach der Schule eine Lehre zum Vermessungstechniker in Görlitz. Zur Wehrmacht eingezogen und 1948 aus sowjetischer Kriegsgefangenschaft entlassen, konnte er erst 1949 das Studium an der Dresdener Ingenieurschule für Vermessungswesen aufnehmen. Aufgrund seines ausgezeichneten Abschlusses im Jahr 1952 hatte Deumlich die Möglichkeit, an der Technischen Hochschule Dresden verkürzt Geodäsie zu studieren. Nach dem Diplom 1956 arbeitete er als Assistent und als Oberassistent bei Horst Peschel (1909–1989) am Lehrstuhl für Landesvermessung und Katasterwesen. An der Technischen Universität Dresden, wie die Technische Hochschule Dresden inzwischen hieß, promovierte Deumlich 1963 zum Dr.-Ing. an der Fakultät Bauwesen und wenige Jahre später zum Dr. sc. techn.

### Berufliche Stationen
In den 1960er Jahren leitete Deumlich den Geodätischen Dienst der DDR, das spätere Forschungszentrum Leipzig im VEB Kombinat Geodäsie und Kartographie. Gleichzeitig nahm er Lehraufträge der Karl-Marx-Universität Leipzig und des Geodätischen Instituts der TU Dresden wahr, an die er 1973 zurückkehrte. Bereits seit 1970 außerplanmäßiger Professor trat er 1974 als ordentlicher Professor für Geodäsie auf dem Lehrstuhl für Vermessungskunde die Nachfolge von Walter Zill (1913–1986) an, der aus gesundheitlichen Gründen vorzeitig am 1. Juli 1973 emeritiert wurde. Der Schwerpunkt seiner Forschungstätigkeit lag auf dem geodätischen Instrumentenbau für das Feinnivellement, was in Kooperation mit dem VEB Carl Zeiss Jena 1984 zur Entwicklung des ersten funktionsfähigen Digitalnivelliers führte. Bereits 1957 veröffentlichte Deumlich zusammen mit Manfred Seyfert die erste Auflage seines Lehrbuchs und Nachschlagewerks Instrumentenkunde für Vermessungstechnik. Die folgenden Auflagen bis zur achten (1988) bearbeitete Deumlich allein. Zudem erschien die vierte Auflage 1970 auf Russisch und die siebte Auflage 1982 auf Englisch. Im Gegenzug wirkte Deumlich, der mit Moskauer Geodäten im Kontakt stand, bei der Übersetzung russischer Fachbücher ins Deutsche mit.
Deumlich engagierte sich auch außerhalb der Sektion Geodäsie und Kartographie, der er von 1983 bis zu seiner Emeritierung 1988 als Direktor vorstand: Zwischen 1977 und 1981 hatte er das Amt des 1. Prorektors der TU Dresden inne, und nachdem Anfang der 1970er Jahre innerhalb der Kammer der Technik die Wissenschaftlich-Technische Gesellschaft für Geodäsie, Photogrammetrie und Kartographie (WTG-GPK) gegründet wurde, übernahm er deren Vorsitz von 1974 bis 1990.
Insgesamt hat Deumlich 27 Dissertationen betreut.

### Im Ruhestand
Nach 1988 engagierte sich Deumlich weiterhin (fach)publizistisch: als Mitglied des Redaktionsbeirates der noch bis 1991 erschienenen WTG-GPK-Zeitschrift Vermessungstechnik, anschließend im Beirat der Allgemeinen Vermessungs-Nachrichten und als Schriftleiter des Mitteilungsblattes des sächsischen DVW-Landesvereins, dessen Vorstandsratsmitglied er war.
Zusammen mit dem Bochumer Geodäten Rudolf Staiger gab er 2002 eine neunte Auflage seines zum Standardwerk avancierten Buches Instrumentenkunde für Vermessungstechnik heraus.
Deumlich, dessen 80. Geburtstag im Januar 2003 mit einem Ehrenkolloquium an der TU Dresden begangen wurde, starb 2005 nach schwerer Krankheit. Er hinterließ seine Frau und zwei Söhne.

## Auszeichnungen
- Ernst-Abbe-Medaille[5]
- Ehrendoktor des Moskauer Instituts für Ingenieure der Geodäsie, Luftbildaufnahme und Kartographie (MII-GAiK) 1979[5]
- Verdienter Techniker des Volkes 1983[5]

## Veröffentlichungen (Auswahl)

### Als Autor oder Herausgeber
- Instrumentenkunde der Vermessungstechnik. Verlag Technik, Berlin 1957

8 Auflagen (1. bis 3. Auflage mit Manfried Seyfert), ISBN 978-3-345-00272-4 (8. Auflage). 9., völlig neu bearbeitete und erweiterte Auflage (mit Rudolf Staiger), Wichmann, Heidelberg 2002, ISBN 978-3-87907-305-4.
– Geodezičeskoe instrumentovedenie. Nedra, Moskau 1970 (russisch)
– Surveying instruments. de Gruyter, Berlin / New Vork 1982, ISBN 978-3-11-007765-0.
- Zum Einfluß der bodennahen Refraktion bei der optischen Streckenmessung mit vertikaler Latte (Dissertation), Veröffentlichungen des Geodätischen Instituts der Technischen Universität Dresden, Dresden 1963.
- (Redaktion): Vermessung – Brücke über Grenzen. Kongressdokumentation der Fachvorträge (= DVW-Schriftenreihe; 24). 80. Deutscher Geodätentag 1996 in Dresden. Wittwer, Stuttgart 1996, ISBN 978-3-87919-197-0.

### Als Übersetzer
- Alexei W. Kondraschkow: Elektrooptische Entfernungsmessung. Verlag für Bauwesen, Berlin 1961.
- Leonard P. Pellinen: Theoretische Geodäsie. Verlag für Bauwesen, Berlin 1982.
- Wassili D. Bolschakow: Elektronische Streckenmessung. Verlag für Bauwesen, Berlin 1985.